# ایلیا سیمبالار
ایلیا سیمبالار (انگلیسی: Ilya Tsymbalar; ۱۷ ژوئن ۱۹۶۹ – ۲۸ دسامبر ۲۰۱۳) بازیکن فوتبال اهل اتحاد جماهیر شوروی سوسیالیستی بود.
از باشگاه‌هایی که در آن بازی کرده‌است می‌توان به باشگاه فوتبال اسپارتاک مسکو، باشگاه فوتبال آنژی مخاچ‌قلعه، باشگاه فوتبال لوکوموتیو مسکو، و باشگاه فوتبال چورنومورتس اودسا اشاره کرد.
وی همچنین در تیم‌های ملی فوتبال اوکراین و روسیه بازی کرده‌است.